# Frankfurter Fußballclub Viktoria 1990-1991
La pagina raccoglie i dati riguardanti il Frankfurter Fußballclub Viktoria nelle competizioni ufficiali della stagione 1990-1991.

## Stagione

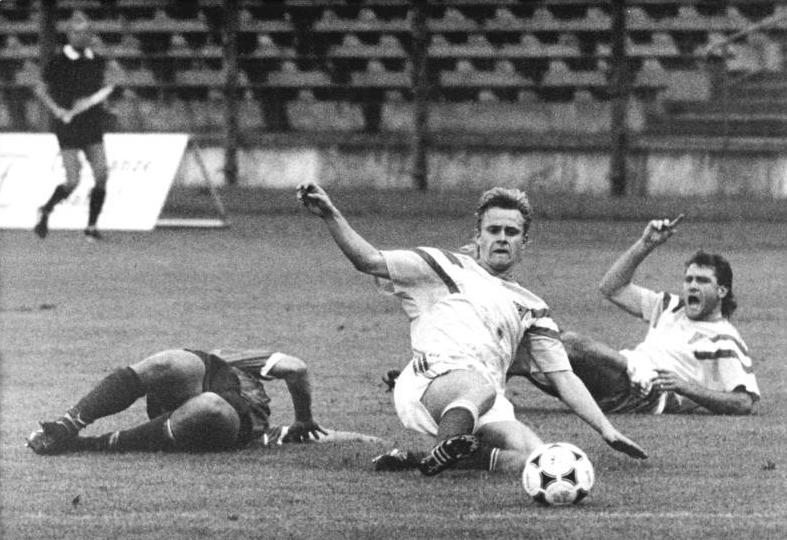
Bernhard Wilski recupera un pallone durante il match contro il valevole per la quarta giornata. Al termine della stagione, il difensore totalizzerà (assieme a Stephan Prause) il massimo delle presenze in campionato.

Nel corso della stagione 1990-1991 il Vorwärts Francoforte completò la ristrutturazione societaria successiva alla perdita dell'affiliazione all'esercito tedesco orientale, assumendo il 14 febbraio 1991 il nome di Frankfurter Fußballclub Viktoria. Dopo tale avvenimento la squadra, che durante tutto il girone di andata si era attestata nelle posizioni medio-basse della NOFV-Oberliga e che era stata eliminata agli ottavi di finale di coppa nazionale dal Lokomotive Lipsia, piombò immediatamente all'ultimo posto in classifica e, nonostante l'immediato avvicendamento in panchina di Frieder Andrich con Harald Irmscher, rimase inchiodata sul fondo ottenendo, con due gare di anticipo, l'accesso diretto alla Oberliga Nordost

## Maglie e sponsor
Lo sponsor tecnico per la stagione 1990-1991 è Adidas.
| Manica sinistra · Manica sinistra · Maglietta · Maglietta · Manica destra · Manica destra · Pantaloncini · Calzettoni |

## Rosa

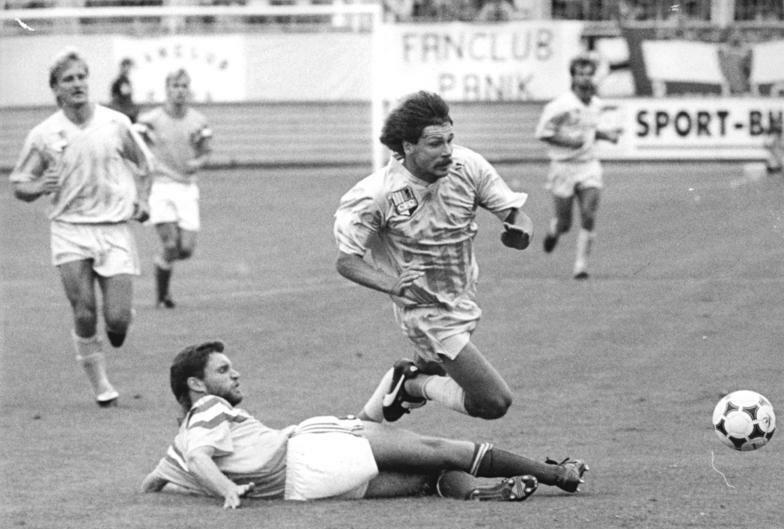
Con quattro cartellini gialli, Uwe Woyde (nella foto, mentre contrasta Peter Keller del durante l'incontro valido per la seconda giornata della NOFV-Oberliga) risulterà, alla fine della stagione, uno dei giocatori più ammoniti della rosa.

| N. |                     | Ruolo | Calciatore        |
| -- | ------------------- | ----- | ----------------- |
|    | Germania (bandiera) | P     | Jens Jaschob      |
|    | Germania (bandiera) | P     | Ralf Kircheis     |
|    | Germania (bandiera) | P     | Frank Schulze     |
|    | Germania (bandiera) | D     | Uwe Ehrenfort     |
|    | Germania (bandiera) | D     | Lothar Hause      |
|    | Germania (bandiera) | D     | Matthias Kämpfert |
|    | Germania (bandiera) | D     | Bernd Kulke       |
|    | Germania (bandiera) | D     | Alexander Ukrow   |
|    | Germania (bandiera) | D     | Bernhard Wilski   |
|    | Germania (bandiera) | D     | Uwe Woyde         |
|    | Germania (bandiera) | C     | Thoralf Bennert   |

| N. |                     | Ruolo | Calciatore           |
| -- | ------------------- | ----- | -------------------- |
|    | Germania (bandiera) | C     | Hardy Duckert        |
|    | Germania (bandiera) | C     | André Jarmuszkiewicz |
|    | Germania (bandiera) | C     | Stephan Prause       |
|    | Germania (bandiera) | C     | Thomas Rath          |
|    | Germania (bandiera) | C     | Mario Roth           |
|    | Germania (bandiera) | C     | Steffen Soutschek    |
|    | Germania (bandiera) | A     | Thomas Bleck         |
|    | Germania (bandiera) | A     | Jens Henschel        |
|    | Germania (bandiera) | A     | Klaus Hering         |
|    | Germania (bandiera) | A     | Volkmar Kuhlee       |
|    | Germania (bandiera) | A     | René Westphal        |

## Calciomercato

### Sessione estiva
| Acquisti | Acquisti        | Acquisti            | Acquisti   |
| R.       | Nome            | da                  | Modalità   |
| -------- | --------------- | ------------------- | ---------- |
| P        | Frank Schulze   | Dinamo Dresda       | definitivo |
| D        | Uwe Ehrenforth  | Dynamo Fürstenwalde | definitivo |
| D        | Bernd Kulke     | Dynamo Fürstenwalde | definitivo |
| D        | Bernhard Wilski | Prenzlau            | definitivo |

| Cessioni | Cessioni       | Cessioni                 | Cessioni   |
| R.       | Nome           | a                        | Modalità   |
| -------- | -------------- | ------------------------ | ---------- |
| P        | Ralf Kircheis  | Waldhof Mannheim         | definitivo |
| D        | Bernd Kubowitz | Hertha Zehlendorf        | definitivo |
| D        | Steffen Menze  | Eisenhüttenstädter Stahl | definitivo |
| D        | Torsten Wruck  | Union Berlino            | definitivo |
| C        | Dirk Hannemann | Vorwärts Dessau          | definitivo |
| C        | Sven Theis     | Preußen Eberswalde       | definitivo |

## Risultati

### NOFV-Oberliga

#### Girone di andata
| Arbitro: | Heynemann |

|                                |           |                             |
| Rath 23’ Bennert 26’ Woyde 55’ | Marcatori | 8’ Nowotny 37’, 69’ Schülbe |

| Arbitro: | Müller |

|                        |           |  |
| Krämer 78’ Dzurják 83’ | Marcatori |  |

| Arbitro: | Hagen |

|                   |           |                                |
| Prause 62’ (rig.) | Marcatori | 12’ Härtel 33’ Pinder 50’ Ferl |

| Arbitro: | Mewes |

|                                             |           |                   |
| Prause 57’ Bennert 66’ Duckert 80’ Rath 83’ | Marcatori | 26’ (aut.) Wilski |

| Arbitro: | Roßner |

|  |           |           |
|  | Marcatori | 7’ Kuhlee |

| Arbitro: | Supp |

|                   |           |                         |
| Prause 78’ (rig.) | Marcatori | 13’ Gütschow 64’ Scholz |

| Arbitro: | Stenzel |

|                        |           |  |
| Weilandt 66’ Fuchs 70’ | Marcatori |  |

| Arbitro: | Bußhardt |

|                                                  |           |                        |
| Henschel 68’ Jarmuszkiewicz 73’ Kulke 88’ (rig.) | Marcatori | 41’ Gerlach 49’ Laeßig |

| Arbitro: | Purz |

|                                                |           |                                 |
| Jedynak 7’ Kracht 40’ Wunderlich 61’ Hobsch 7’ | Marcatori | 7’ Kuhlee 34’ Kulke 67’ Bennert |

| Francoforte sull'Oder 2 novembre 1990, ore 18:00 10ª giornata | Vorwärts Francoforte | 0 – 0 referto | Eisenhüttenstädter Stahl | Stadion der Freundschaft (2 900 spett.)\| Arbitro: \| Habermann \| |
| Arbitro:                                                      | Habermann            |               |                          |                                                                    |

| Arbitro: | Müller |

|                                 |           |             |
| Raab 5’, 60’ Böger 56’ Klee 76’ | Marcatori | 8’ Henschel |

| Francoforte sull'Oder 24 novembre 1990, ore 13:30 12ª giornata | Vorwärts Francoforte | 0 – 0 referto | Stahl Brandeburgo | Stadion der Freundschaft (1 000 spett.)\| Arbitro: \| Müller \| |
| Arbitro:                                                       | Müller               |               |                   |                                                                 |

| Arbitro: | Heynemann |

|                                |           |               |
| Soutschek 34’ (aut.) Bonan 37’ | Marcatori | 26’ Soutschek |

#### Girone di ritorno
| Arbitro: | Weise |

|                |           |              |
| Wawrzyniak 61’ | Marcatori | 87’ Henschel |

| Arbitro: | Peschel |

|  |           |             |
|  | Marcatori | 10’ Ziffert |

| Arbitro: | Gläser |

|                        |           |  |
| Kühn 31’, 53’ Baum 47’ | Marcatori |  |

| Arbitro: | Scheurell |

|                               |           |          |
| Fabiński 69’ Bleck 90’ (aut.) | Marcatori | 81’ Rath |

| Arbitro: | Hagen |

|               |           |                             |
| Rath 33’, 42’ | Marcatori | 7’ Aleksandrov 60’ Hoffmann |

| Arbitro: | Demme |

|                                                       |           |  |
| Wagenhaus 2’ Rösler 13’ Gütschow 31’ (rig.), 40’, 68’ | Marcatori |  |

| Arbitro: | Habermann |

|             |           |                                    |
| Duckert 60’ | Marcatori | 23’ Weichert 32’ Fuchs 68’ Schlünz |

| Arbitro: | Stenzel |

|                 |           |  |
| Schwerinski 12’ | Marcatori |  |

| Arbitro: | Mewes |

|                          |           |  |
| Henschel 31’ Bennert 44’ | Marcatori |  |

| Arbitro: | Fleske |

|                                    |           |  |
| Schulz 12’ Richert 35’ Löhnert 55’ | Marcatori |  |

| Arbitro: | Scheurell |

|           |           |                       |
| Kulke 16’ | Marcatori | 51’ Böttcher 82’ Klee |

| Arbitro: | Müller |

|                                              |           |                           |
| Schulz 14’, 38’ Lange 27’ Janotta 84’ (rig.) | Marcatori | 31’ Prause 45’ Ehrenforth |

| Arbitro: | Eßbach |

|                     |           |                     |
| Westphal 58’ (rig.) | Marcatori | 21’ Herzog 35’ Boer |

### Coppa della Germania Est
| Arbitro: | Rothe |

|  |           |                                |
|  | Marcatori | 8’ Prause 70’, 82’ (rig.) Roth |

| Arbitro: | Purz |

|                                     |           |                                    |
| Hause 11’, 16’ Kulke 63’ Wilski 98’ | Marcatori | 17’ Weinrich 40’ Kunze 45’ Kretzer |

| Arbitro: | Roßner |

|           |           |                                        |
| Kulke 25’ | Marcatori | 40’ Hammermüller 65’ Kracht 89’ Rische |

## Statistiche

### Andamento in campionato
| Giornata  | 1 | 2  | 3  | 4  | 5 | 6  | 7  | 8  | 9  | 10 | 11 | 12 | 13 | 14 | 15 | 16 | 17 | 18 | 19 | 20 | 21 | 22 | 23 | 24 | 25 | 26 |
| --------- | - | -- | -- | -- | - | -- | -- | -- | -- | -- | -- | -- | -- | -- | -- | -- | -- | -- | -- | -- | -- | -- | -- | -- | -- | -- |
| Luogo     | C | T  | C  | C  | T | C  | T  | C  | T  | C  | T  | C  | T  | T  | C  | T  | T  | C  | T  | C  | T  | C  | T  | C  | T  | C  |
| Risultato | N | P  | P  | V  | V | P  | P  | V  | P  | N  | P  | N  | P  | N  | P  | P  | P  | N  | P  | P  | P  | V  | P  | P  | P  | P  |
| Posizione | 3 | 12 | 12 | 11 | 9 | 11 | 13 | 10 | 12 | 11 | 12 | 12 | 12 | 12 | 14 | 14 | 14 | 14 | 14 | 14 | 14 | 14 | 14 | 14 | 14 | 14 |

Fonte:  GDR » Oberliga 1990/1991 » Schedule, su worldfootball.net.
Legenda:

Luogo: C = Casa; T = Trasferta. Risultato: V = Vittoria; N = Pareggio; P = Sconfitta.

### Statistiche di squadra
| Competizione  | Punti | In casa | In casa | In casa | In casa | In casa | In casa | In trasferta | In trasferta | In trasferta | In trasferta | In trasferta | In trasferta | Totale | Totale | Totale | Totale | Totale | Totale | DR  |
| Competizione  | Punti | G       | V       | N       | P       | Gf      | Gs      | G            | V            | N            | P            | Gf           | Gs           | G      | V      | N      | P      | Gf     | Gs     | DR  |
| ------------- | ----- | ------- | ------- | ------- | ------- | ------- | ------- | ------------ | ------------ | ------------ | ------------ | ------------ | ------------ | ------ | ------ | ------ | ------ | ------ | ------ | --- |
| NOFV-Oberliga | 13    | 13      | 3       | 4       | 6       | 19      | 21      | 13           | 1            | 1            | 11           | 10           | 33           | 26     | 4      | 5      | 17     | 13     | 39     | -26 |
| FDGB Pokal    | -     | 2       | 1       | 0       | 1       | 5       | 6       | 1            | 1            | 0            | 0            | 3            | 0            | 3      | 2      | 0      | 1      | 8      | 5      | +3  |
| Totale        | -     | 15      | 5       | 5       | 5       | 15      | 20      | 14           | 1            | 1            | 12           | 13           | 33           | 29     | 6      | 5      | 18     | 21     | 44     | -23 |

### Statistiche dei giocatori
| Giocatore         | NOFV-Oberliga | NOFV-Oberliga | NOFV-Oberliga | NOFV-Oberliga | Coppa della Germania Est | Coppa della Germania Est | Coppa della Germania Est | Coppa della Germania Est | Totale   | Totale | Totale      | Totale     |
| Giocatore         | Presenze      | Reti          | Ammonizioni   | Espulsioni    | Presenze                 | Reti                     | Ammonizioni              | Espulsioni               | Presenze | Reti   | Ammonizioni | Espulsioni |
| ----------------- | ------------- | ------------- | ------------- | ------------- | ------------------------ | ------------------------ | ------------------------ | ------------------------ | -------- | ------ | ----------- | ---------- |
| T. Bennert        | 23            | 4             | 2             | 0             | 3                        | 0                        | 0                        | 0                        | 26       | 4      | 2           | 0          |
| T. Bleck          | 11            | 0             | 0             | 0             | 0                        | 0                        | 0                        | 0                        | 11       | 0      | 0           | 0          |
| H. Duckert        | 21            | 2             | 1             | 0             | 2                        | 0                        | 0                        | 0                        | 23       | 2      | 1           | 0          |
| U. Ehrenfort      | 8             | 1             | 0             | 0             | 0                        | 0                        | 0                        | 0                        | 8        | 1      | 0           | 0          |
| A. Jarmuszkiewicz | 7             | 1             | 0             | 0             | 1                        | 0                        | 0                        | 0                        | 8        | 1      | 0           | 0          |
| J. Jaschob        | 6             | -12           | 0             | 0             | 1                        | -3                       | 0                        | 0                        | 7        | -15    | 0           | 0          |
| L. Hause          | 11            | 0             | 0             | 2             | 2                        | 2                        | 1                        | 0                        | 13       | 2      | 1           | 2          |
| J. Henschel       | 20            | 4             | 2             | 0             | 2                        | 0                        | 0                        | 0                        | 22       | 4      | 2           | 0          |
| K. Hering         | 9             | 0             | 0             | 0             | 0                        | 0                        | 0                        | 0                        | 9        | 0      | 0           | 0          |
| M. Kämpfert       | 1             | 0             | 0             | 0             | 0                        | 0                        | 0                        | 0                        | 1        | 0      | 0           | 0          |
| R. Kircheis       | 0             | 0             | 0             | 0             | 0                        | 0                        | 0                        | 0                        | 0        | 0      | 0           | 0          |
| V. Kuhlee         | 17            | 2             | 0             | 0             | 3                        | 0                        | 0                        | 0                        | 20       | 2      | 0           | 0          |
| B. Kulke          | 20            | 3             | 1             | 0             | 3                        | 2                        | 0                        | 0                        | 23       | 5      | 1           | 0          |
| S. Soutschek      | 23            | 1             | 3             | 0             | 1                        | 0                        | 0                        | 0                        | 24       | 1      | 3           | 0          |
| S. Prause         | 25            | 4             | 1             | 1             | 3                        | 1                        | 0                        | 0                        | 28       | 5      | 1           | 1          |
| T. Rath           | 22            | 5             | 4             | 0             | 2                        | 0                        | 1                        | 0                        | 24       | 5      | 5           | 0          |
| M. Roth           | 7             | 0             | 5             | 0             | 2                        | 2                        | 0                        | 0                        | 9        | 2      | 5           | 0          |
| F. Schulze        | 20            | -27           | 1             | 0             | 2                        | -3                       | 0                        | 0                        | 22       | -30    | 1           | 0          |
| A. Ukrow          | 18            | 2             | 0             | 0             | 2                        | 0                        | 0                        | 0                        | 20       | 2      | 0           | 0          |
| R. Westphal       | 13            | 1             | 0             | 0             | 2                        | 0                        | 0                        | 0                        | 15       | 1      | 0           | 0          |
| B. Wilski         | 25            | 0             | 3             | 0             | 3                        | 1                        | 0                        | 0                        | 28       | 1      | 3           | 0          |
| U. Woyde          | 22            | 1             | 4             | 0             | 3                        | 0                        | 0                        | 0                        | 25       | 1      | 4           | 0          |